# 漢斯·哈特布爾
漢斯·哈特布爾（荷蘭語：Hans Hateboer；1994年1月9日—）是一位荷蘭足球運動員。在場上司職右後衛。他現在效力於法甲球隊雷恩。他也代表荷蘭國家足球隊參賽。

## 职业生涯

### 格罗宁根
作为格罗宁根青训体系的产品，哈特布尔于2014年1月18日在一场对阵RKC華域克的比赛中首次亮相职业赛场。在这场以1-1结束的比赛中，他送出了一次助攻，但随后被罚下场。2014年2月19日，哈特布尔与球队续约三年。在欧战晋级附加赛的决赛中，他攻入了关键一球，帮助球队击败了AZ阿尔克马尔。在2013-14赛季，他从青年队的业余球员逐渐发展为格罗宁根队的主力球员。接下来的2014-15赛季，哈特博尔成为赢得首个重要荣誉的球队的一员，该荣誉便是荷兰杯冠军，这使得球队获得了参加欧洲联盟杯的资格。
在合同的最后一年，哈特布尔明确表示他的意图是在赛季结束时根据博斯曼法案离开，这意味着格罗宁根将他在1月转会窗口中卖给了亚特兰大，而不是在夏季免费失去他。当他在2017年1月离开格罗宁根时，哈特布尔被认为是荷甲赛季中助攻最多的后卫之一。

### 亚特兰大
哈特布尔在亚特兰大最初是安德烈·孔蒂的替补，后者是一名在3–4–3阵型中担任右翼后卫的首发球员。哈特布尔于2017年3月19日为亚特兰大首次出场，在一场对佩斯卡拉的主场联赛比赛中，他送出了一次助攻，帮助球队以3-0获胜。 在2017-18赛季中，孔蒂在夏季转会加盟AC米兰后，哈特布尔在球队中确立了常规首发地位，并且第二次参加了欧罗巴联赛。接下来的一个赛季对于哈特布尔来说更加成功，他在意甲中出场所有比赛，并在比赛中攻入了五个进球。 对亚特兰大来说，这也是一个成功的赛季，因为球队在联赛中获得第三名，历史上首次获得了欧洲冠军联赛资格。
在2019-20赛季，哈特布尔在一场以4-0输给萨格勒布迪纳摩的比赛中首次亮相欧洲冠军联赛。 2020年2月19日，他在比赛中打入了自己在该赛事中的第一个进球，随后又在16强比赛中以4-1击败巴伦西亚，打进了第二个进球。他在比赛中的第一个进球也是亚特兰大在欧洲冠军联赛淘汰赛阶段的第一个进球。
在2021年8月，哈特布尔在训练中受伤，导致他缺席了数月时间。2021年11月30日，他在对阵威尼斯的意甲联赛比赛中重返首发，并以4-0获胜。

## 国家队生涯
在2018年3月，哈特布尔首次入选荷兰国家队随后哈特布尔于3月23日在约翰·克鲁伊夫竞技场作为首发参加了对阵英格兰的友谊赛。他在2020年9月4日的欧洲国家联赛对阵波兰的比赛中首次亮相，这是他近三年来代表荷兰国家队的第一次亮相，最终荷兰以1-0获胜。在比赛中，他表现出色，还助攻史提芬·貝雲積攻入了胜利进球。

## 比赛风格
作为一名具有出色体能和速度的右后卫，哈特布尔偶尔也会担任中后卫的角色。在效力亚特兰大期间，由于他的出色工作态度和不懈奔跑，他获得了“cavallo pazzo”的绰号，意为“疯马”（mad horse）。

## 榮譽

### 球會
亞特蘭大
- 歐霸盃冠軍：2023-24

## 外部連結
- Netherlands Profile at OnsOranje